# 王廷 (成化進士)
王廷（1444年—？），字朝用，山西平陽府蒲州人，鹽籍。明朝政治人物。進士出身。

## 生平
山西鄉試第六十名。成化五年（1469年）乙丑科會試第二百四十九名，殿試登進士第三甲第十九名。

## 家族
曾祖父王信。祖父王祥。父亲王秀。